# Panevropské koridory

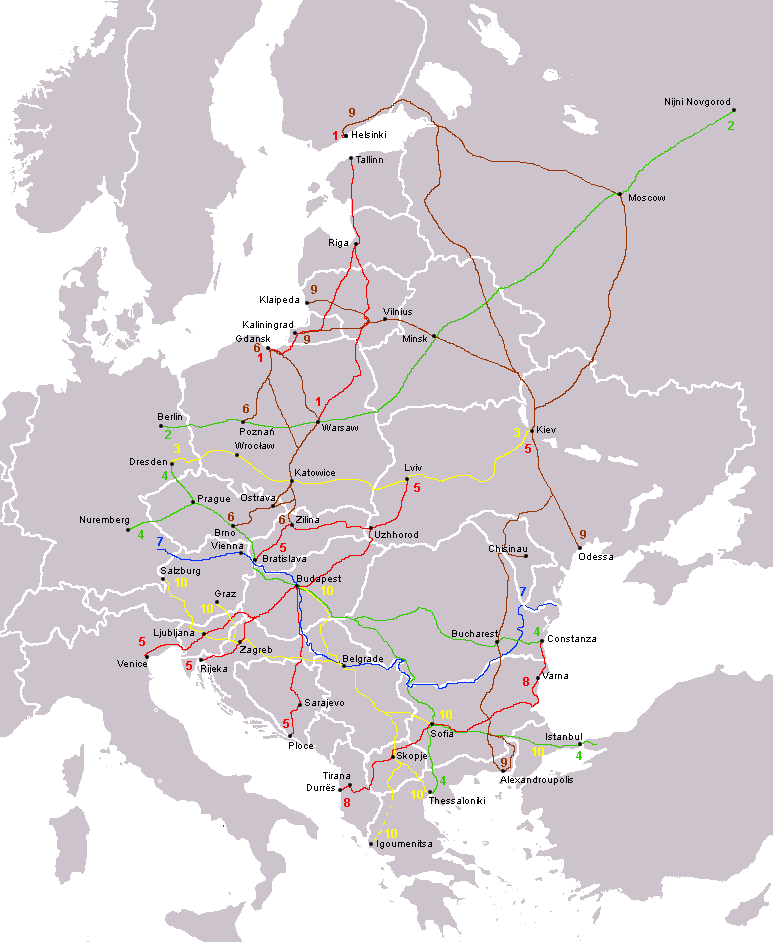
Mapa deseti koridorů

Evropský projekt Panevropských dopravních koridorů byl zahájen 1991 na konferenci v Praze. Na druhé Panevropské dopravní konferenci na Krétě v březnu 1994 bylo definováno devět koridorů, jako hlavní dopravní osy mezi Evropskou unií a státy střední a východní Evropy, s požadavkem prvních investic během následujících deseti až patnácti let. Její závěry byly upřesněny a doplněny na třetí konferenci v Helsinkách v roce 1997. Díky skončení konfliktů mezi státy bývalé Jugoslávie byl také navržen desátý koridor.
Proto jsou tyto koridory někdy zmiňovány jako „Krétské koridory“ nebo „Helsinské koridory“ bez ohledu na jejich polohu.
Devět koridorů je železničních, devět silničních. Desátý, č. VII, je koridor vodní – tok Dunaje.
Tyto rozvojové koridory jsou zatím odlišné od Transevropské dopravní sítě, která zahrnuje všechny hlavní trasy v Evropské unii. Existují návrhy na sloučení těchto dvou systémů.

## Přehled koridorů
| Koridor                                                                                          | Délka   |
| ------------------------------------------------------------------------------------------------ | ------- |
| Koridor I                                                                                        |         |
| Helsinki – Tallinn – Riga – Kaunas – Varšava                                                     |         |
| Větev: Riga – Kaliningrad – Gdaňsk                                                               |         |
| Železnice:                                                                                       | 1655 km |
| Silnice:                                                                                         | 1630 km |
| Koridor II                                                                                       |         |
| Berlín – Varšava – Minsk – Moskva – Nižnij Novgorod                                              |         |
| Železnice:                                                                                       | 2313 km |
| Silnice:                                                                                         | 2200 km |
| Koridor III                                                                                      |         |
| Drážďany – Vratislav – Lvov – Kyjev                                                              |         |
| Větev: Berlín – Vratislav                                                                        |         |
| Železnice:                                                                                       | 1650 km |
| Silnice:                                                                                         | 1700 km |
| Koridor IV                                                                                       |         |
| Drážďany – Praha – Bratislava/Vídeň – Budapešť – Arad                                            |         |
| Větev: Norimberk – Praha                                                                         |         |
| Větev: Arad – Bukurešť – Constanta                                                               |         |
| Větev: Arad – Craiova – Sofia – Istanbul                                                         |         |
| Větev: Sofia – Soluň                                                                             |         |
| Železnice:                                                                                       | 4340 km |
| Silnice:                                                                                         | 3640 km |
| Koridor V                                                                                        |         |
| Benátky – Terst/Koper – Lublaň – Budapešť – Užhorod – Lvov                                       |         |
| Větev: Rijeka – Záhřeb – Budapešť                                                                |         |
| Větev: Ploče – Sarajevo – Budapešť                                                               |         |
| Větev: Bratislava – Žilina – Užhorod                                                             |         |
| Železnice:                                                                                       | 3270 km |
| Silnice:                                                                                         | 2850 km |
| Koridor VI                                                                                       |         |
| Gdaňsk – Grudziądz/Varšava – Katovice – Bílsko-Bělá – Žilina                                     |         |
| Větev: Grudziądz – Poznaň                                                                        |         |
| Větev: Katovice – Bílsko-Bělá – Ostrava – Břeclav/Brno                                           |         |
| Železnice:                                                                                       | 1800 km |
| Silnice:                                                                                         | 1880 km |
| Koridor VII: řeka Dunaj                                                                          | 2415 km |
| Koridor VIII                                                                                     |         |
| Drač – Tirana – Skopje – Sofie – Varna/Burgas                                                    |         |
| Železnice:                                                                                       | 1270 km |
| Silnice:                                                                                         | 960 km  |
| Koridor IX                                                                                       |         |
| Helsinky – Petrohrad – Pskov/Moskva – Kyjev – Ljubasevka – Chisinau – Bukurešť – Alexandroupolis |         |
| Větev: Klaipėda/Kaliningrad – Vilnius – Minsk – Kyjev                                            |         |
| Větev: Ljubasevka – Oděsa                                                                        |         |
| Železnice:                                                                                       | 6500 km |
| Silnice:                                                                                         | 5850 km |
| Koridor X                                                                                        |         |
| Salcburk – Lublaň – Záhřeb – Bělehrad – Niš – Skopje – Veles – Soluň                             |         |
| Větev: Graz – Maribor – Zagreb                                                                   |         |
| Větev: Budapešť – Novi Sad – Bělehrad                                                            |         |
| Větev: Niš – Sofie                                                                               |         |
| Větev: Veles – Florina                                                                           |         |
| Železnice:                                                                                       | 2528 km |
| Silnice:                                                                                         | 2300 km |